# Thrips thalictri
Thrips thalictri är en insektsart som beskrevs av Ian A. Hood 1931. Thrips thalictri ingår i släktet Thrips och familjen smaltripsar. Inga underarter finns listade i Catalogue of Life.